# Stade Rennais Football Club 2013-2014

## Rosa
| N. |                         | Ruolo | Calciatore                |
| -- | ----------------------- | ----- | ------------------------- |
| 1  | Francia (bandiera)      | P     | Benoît Costil             |
| 2  | Francia (bandiera)      | D     | Kévin Théophile-Catherine |
| 3  | Romania (bandiera)      | D     | Valerică Găman            |
| 4  | Nigeria (bandiera)      | D     | Onyekachi Apam            |
| 5  | Camerun (bandiera)      | D     | Jean-Armel Kana-Biyik     |
| 7  | Burkina Faso (bandiera) | C     | Jonathan Pitroipa         |
| 8  | Francia (bandiera)      | C     | Julien Féret              |
| 9  | Svezia (bandiera)       | A     | Ola Toivonen              |
| 10 | Francia (bandiera)      | C     | Sadio Diallo              |
| 11 | Portogallo (bandiera)   | A     | Nélson Oliveira           |
| 12 | Nigeria (bandiera)      | C     | Ejike Uzoenyi             |
| 12 | Francia (bandiera)      | A     | Wesley Saïd               |
| 14 | Francia (bandiera)      | C     | Axel Ngando               |
| 15 | Camerun (bandiera)      | C     | Jean Makoun               |
| 16 | Francia (bandiera)      | P     | Abdoulaye Diallo          |
| 17 | Francia (bandiera)      | C     | Vincent Pajot             |

| N. |                     | Ruolo | Calciatore             |
| -- | ------------------- | ----- | ---------------------- |
| 18 | Mali (bandiera)     | A     | Cheick Diarra          |
| 19 | Francia (bandiera)  | C     | Romain Alessandrini    |
| 21 | Ghana (bandiera)    | D     | John Boye              |
| 22 | Francia (bandiera)  | D     | Sylvain Armand         |
| 23 | Norvegia (bandiera) | C     | Anders Ågnes Konradsen |
| 24 | Francia (bandiera)  | D     | Dimitri Foulquier      |
| 25 | Francia (bandiera)  | A     | Zana Allée             |
| 26 | Francia (bandiera)  | D     | Cédric Hountondji      |
| 27 | Senegal (bandiera)  | A     | Abdoulaye Sané         |
| 28 | Francia (bandiera)  | C     | Abdoulaye Doucouré     |
| 29 | Francia (bandiera)  | C     | Romain Danzé           |
| 30 | Senegal (bandiera)  | P     | Cheick N'Diaye         |
| 31 | Francia (bandiera)  | D     | Steven Moreira         |
| 32 | Francia (bandiera)  | C     | Adrien Hunou           |
| 35 | Polonia (bandiera)  | C     | Kamil Grosicki         |
|    | Camerun (bandiera)  | A     | Paul-Georges Ntep      |